# Cali (chanteur)
Pour l’article homonyme, voir Cali (homonymie).

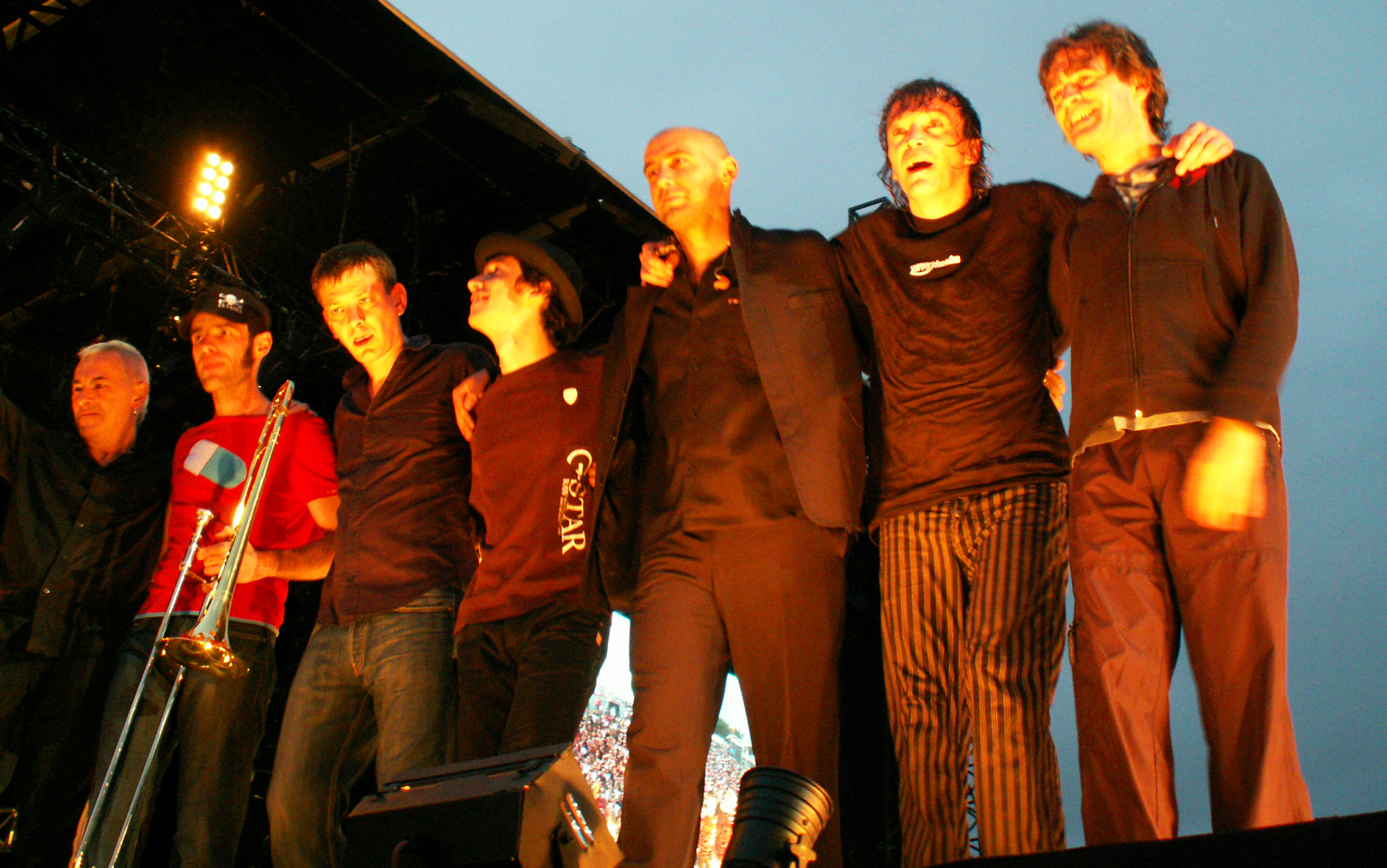
Cali en 2008 au Festival de Bobital.

Bruno Caliciuri, dit Cali, est un auteur-compositeur-interprète français né le 28 juin 1968 à Perpignan (Pyrénées-Orientales). À mi-chemin entre chanson française et rock/folk/jazz, il revendique une position d'artiste engagé et concerné par les problèmes de la société et du monde.

## Biographie

### Ascendance
Le grand-père paternel de Bruno, Giuseppe Caliciuri, est un Italien de Calabre, enrôlé dans les Brigades internationales pour combattre Franco. Il rencontre et épouse une infirmière catalane, María Pilar Gonzalès. Leur fils Vincent, le père de Cali, vient au monde à Barcelone. La famille se réfugie en France après la défaite des Républicains puis est enfermée dans les camps destinés aux exilés espagnols.
Son grand-père maternel, Henri Fruitet, est originaire de Vernet-les-Bains (Pyrénées-Orientales), maçon, boxeur, communiste et catalan. Il épouse une Italienne, Stella Genovese, issue d'une famille de mélomanes.

### Jeunesse
En 1967, les parents de Cali, Vincent et Mireille, s'installent à Vernet-les-Bains. Bruno nait le 28 juin 1968 à Perpignan. Ses parents ont en tout cinq enfants. En 1975, sa mère, directrice de l'école du village, meurt d'un cancer à l'âge de 33 ans ; Cali a 6 ans (il relate cet événement dans le livre Seuls les enfants savent aimer en 2018). Sa sœur aînée, Sandra, n'a que 12 ans et soutient sa famille dans cette épreuve. Son père meurt en 1994.
Sa première grande passion est le rugby à XV qu'il pratique dans son club de Vernet-les-Bains, puis à Prades (JOP XV) et à Perpignan (USAP). Cali est deux fois candidat aux élections dans son village, sans succès.
Seconde grande passion : la musique. Cali cite U2 (il rencontre brièvement Bono à Toulouse en 1984 à la sortie d‘un concert,), les Simple Minds, Clash, The Silencers, les Bee Gees et surtout les Waterboys dans ses références. Il tutoie également la chanson française (Léo Ferré, Jacques Brel, Georges Brassens, Serge Gainsbourg, Michel Polnareff, Michel Jonasz, Michel Sardou) mais aussi la musique métal qu'il cite en interview en 2001 : Slayer, Pantera et Morbid Angel, qui lui permettent d'« évacuer sa rage ».
Il dit cependant : « Quand j'ai écouté pour la première fois The Pan Within sur l'album This Is The Sea (des Waterboys), j'ai tout de suite su que c'était celle que j'amènerais sur une île déserte ».
Bruno Caliciuri crée son premier groupe, Pénétration anale, au lycée. Ses textes, pour le moins provocants, valent au chanteur quelques démêlés avec l'administration de l'établissement, puisqu'il en est exclu.
Il réussit tout de même son baccalauréat scientifique D avec mention assez bien et une note moyenne de 12,35  au Lycée Notre-Dame de Bon Secours et poursuit ses études quelques mois en IUT. En 1986, il devient champion de France de pétanque en triplette, un de ses sports préférés qu'il pratique encore en amateur même si le physique n'est plus là.

### Débuts
Cali entame sa véritable carrière de musicien, en tant que guitariste de Calif puis Indy, groupe de compos, puis il intègre plus tard Indigo, un groupe de reprises animant les fêtes de villages des Pyrénées-Orientales. Avec le groupe Indy seront publiés les albums Contes, Sexe & Cris Du Chœur et Tu es si belle qu'il se met à pleuvoir en 1995. Il passe ensuite plusieurs années en tant que leader (guitare et chant) du groupe de bal Lithium.
Il forme alors le groupe Tom Scarlett, actif de 1997 à 2001 et qui sortira un album éponyme en 1998. Cali y est alors le chanteur principal et guitariste. Bien qu'inconnu du grand public, il se produit en première partie de Dionysos ou de Bénabar, restés ses amis proches.
Peu après la société de production de spectacles Astérios, qui recrute Cali dès 2002, Didier Varrod diffuse, par surprise, sur France Inter le titre Tout va bien, alors même qu'aucun disque de Cali n'a été produit. Mis sur sa piste, la maison de disques Labels/EMI constate le phénomène lors des Francofolies fin 2002 et signe l'artiste. L'amour parfait voit le jour sous la houlette du producteur américain Daniel Presley (Breeders, Faith No More, Luke, Dionysos…). Le disque sort le 19 août 2003 et contient plusieurs titres qui deviendront des tubes : C'est quand le bonheur ?, Pensons à l'avenir et Elle m'a dit.
L'Amour parfait devient pour beaucoup le manifeste d'une génération amoureusement désabusée. Hugo Baretge (guitare), Patrick Félicès (basse), Benjamin Vairon (batterie), Aude Massat (Alto) et Julien Lebart (piano) sont ses musiciens.
Cali obtient avec L'Amour parfait, une nomination aux Victoires de la musique 2004 dans la catégorie Artiste révélation de l'année, le prix Vincent-Scotto de la SACEM pour C'est quand le bonheur ? et le prix Constantin le 9 novembre 2004.
Cali entreprend une tournée où il alterne les petites scènes avec des sets plus importants comme le Printemps de Bourges, où il côtoie Sanseverino, Bashung et Bénabar.
Le DVD Plein de vie capte l'une de ses prestations au Bataclan au cours duquel Miossec vient le rejoindre pour un duo.

### Confirmation
En octobre 2005, Menteur (initialement intitulé L'Amour terroriste) succède à L'Amour parfait. Enregistré en Irlande, toujours avec Daniel Presley, Cali associe à son groupe Damien Lefèvre (bassiste de Luke), Matthieu Chédid, Daniel Darc et Steve Wickham, le violoniste des Waterboys qui joue sur Sunday Bloody Sunday de U2[réf. nécessaire].
La chanson Le Vrai Père est écrite pour les parents séparés (pères mais aussi mères) qui luttent pour avoir la possibilité de voir et de s'occuper de leur enfant au même titre que leur ex-conjoint[réf. nécessaire].
La tournée démarre à Reims en novembre 2005, s'arrête pour trois soirs à l'Olympia et se terminera à la Fête de l'Humanité en septembre 2006 après un tour de France des salles et festivals.
Le 2 octobre 2006, sort Le Bordel magnifique, un live enregistré à Lille, mais Cali est déjà reparti sur les routes pour une tournée acoustique, Dans l'intimité, entouré de Julien aux claviers, Blaise et Nicolas aux cuivres. Chaque soir, à Paris, un ou plusieurs invités de marque le rejoignent (Michel Delpech, Bernard Lavilliers, Christophe Mali, Vincent Delerm, Raphael et Steve Wickham, par exemple). En parallèle, Cali réalise un DVD qui ne serait pas une simple collection de chansons mais un vrai film, La vie ne suffit pas, réalisé par Gaëtan Chataigner. Ce DVD prétend s'inspirer du surréalisme et contient Pablito, chanson inédite à ce jour[Quand ?] sur le plan discographique.

### Consécration

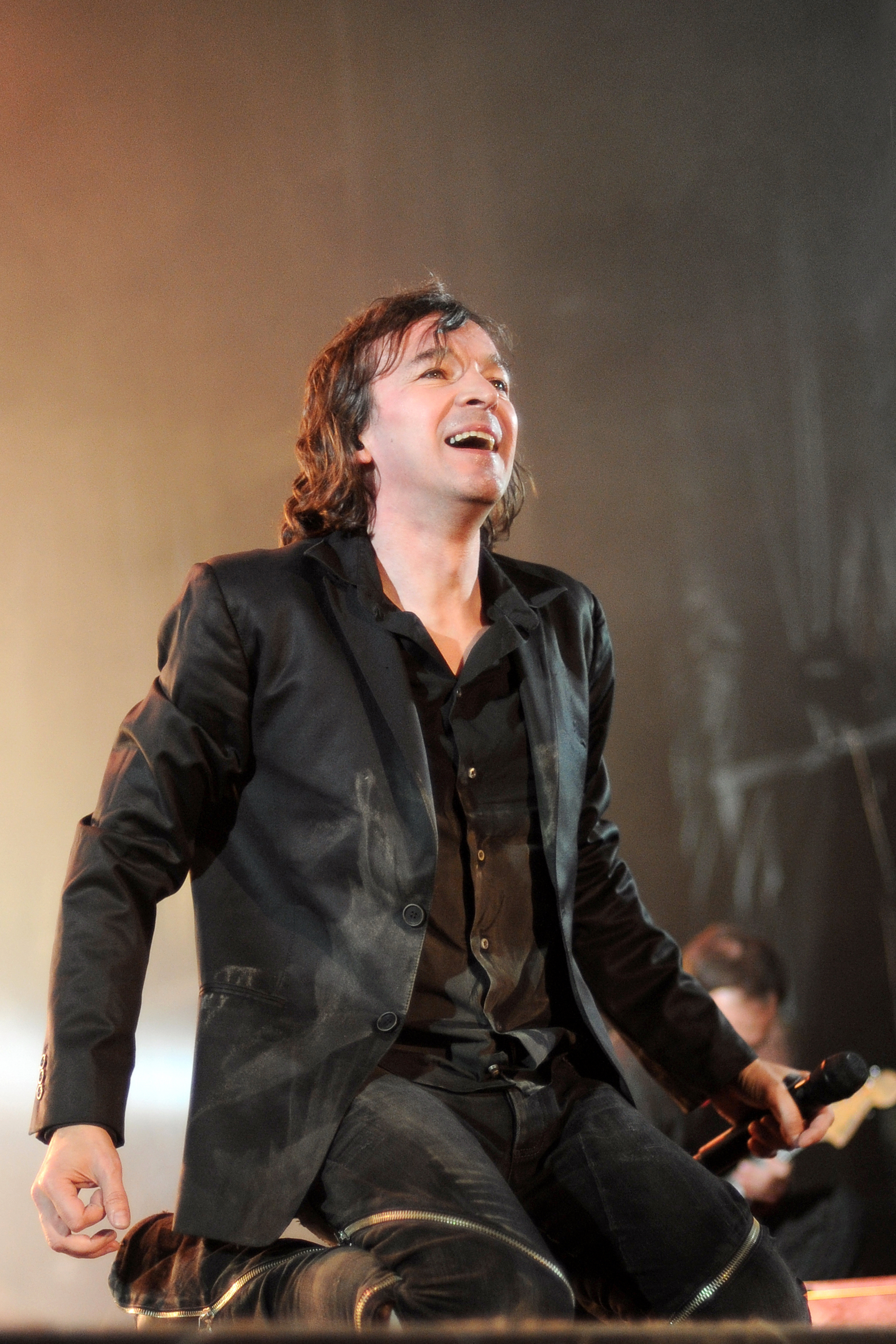
Cali, 2011. Festival 7ème Vague.

Au printemps 2007, l'élection présidentielle fait l'actualité. L'artiste soutient Ségolène Royal et participe (avec Bénabar, Yannick Noah et Renaud) au meeting du stade Charléty. La victoire de Nicolas Sarkozy lui donne matière à une chanson, Résistance, qui elle-même amènera un nouvel album, plus politique.
Cali se met au travail et L'Espoir va naître sous la houlette de deux réalisateurs : Scott Colburn (producteur d'Arcade Fire) et Mathias Malzieu (leader de Dionysos).
Ce disque, enregistré en partie à Rivesaltes, près de Perpignan, puis au studio Véga de Carpentras, va alimenter la critique. Trop engagé pour certains, trop éloigné de ses opus précédents pour d'autres, l'album présente des chansons en prise directe avec l'actualité (Mille cœurs debout, L'espoir, Giuseppe et Maria).
Quant à la musique, elle se veut plus rock avec des réminiscences assumées : Arcade Fire (1000 cœurs debout), Pogues (Résistance), Street Music (Je ne te reconnais plus, en duo avec Olivia Ruiz), Waterboys (Pas la guerre et List of Lies). Mike Scott, le leader du groupe écossais, est présent sur L'espoir, tant par le chant que par la composition. Cali avait rejoint les Waterboys en mai 2006 à Bruxelles ; Mike et Steve le feront, à leur tour, au Zénith, en avril 2008 pour Fisherman Blues.
Richard Kolinka (batteur de Téléphone), Daniel Roux, Steve Wickham, Robert Johnson, Geoffrey Burton, Julien Lebart, Blaise Margail et Nicolas Puisais sont de l'aventure discographique et scénique.
Un DVD, 1000 cœurs debout, et un nouvel album live sont issus de cette tournée.
En 2008, Cali tourne dans le long métrage de Philippe Muyl Magique (avec Marie Gillain et Antoine Duléry).
En mars 2009, le chanteur catalan s'explique longuement sur ses divers engagements dans un livre d'entretiens, Rage ! avec Didier Varrod, spécialiste de la chanson française.
À l'automne 2009, Cali rejoint The Hyènes, le groupe de Denis Barthe et Jean-Paul Roy, (respectivement batteur et bassiste de Noir Désir), pour une tournée de quelques mois, rock et festive. Ils reprennent ensemble des titres de Motörhead, AC/DC, Iggy and the Stooges et des chansons de Cali.
Une fois rentré à Perpignan, Cali se remet au travail et écrit de nouvelles chansons. L'album La vie est une truite arc-en-ciel qui nage dans mon cœur sort le 15 novembre 2010. Il est produit par Geoffrey Burton (ex-guitariste d'Arno et d'Alain Bashung) et par Cali lui-même.
Jugé plus rock et moins politique, l'album comporte les titres Je sais ta vie avec les chœurs du groupe belge Hong Kong Dong, Je n'attends que la revanche, Mille ans d'ennuis, Cantona.
Neuf chansons le complètent dans l'édition collector dite « Généreuse » sous le titre Vous savez que je vous aime.
La tournée 2011 de Cali a commencé en mars et s'est déroulée tout au long de l'année.
Son cinquième album studio nommé Vernet-les-Bains, en hommage à son village natal, est sorti le 26 novembre 2012 chez Wagram Music.
Le 24 janvier 2013, il est fait citoyen d'honneur de sa ville d'origine, Vernet-les-Bains.
À l'automne 2014, il est l'un des quatre experts musicaux de la première saison d'un télé-crochet de M6, Rising Star.
En juin 2015, il est invité à se produire à la course automobile des 24 Heures du Mans.
Son sixième album studio, nommé L'Âge d'or est paru début 2015 chez Sony Music France. Il a été réalisé par David François Moreau (arrangeur et réalisateur de Patrick Bruel)
Le septième album studio de Cali, Les Choses défendues, est paru fin 2016 cher Sony Music France. Il a été réalisé par Édith Fambuena.
En septembre 2017, Cali est présent aux Francofolies de Nouméa en Nouvelle Calédonie, au centre Tjibaou, et assure une ambiance endiablée, comme lors du concert enregistré à Lille en 2006 (interview du quotidien  Les nouvelles calédoniennes  du 8 septembre 2007).
Une tournée Cali chante Léo Ferré a eu lieu en France, Suisse et Belgique d'octobre à décembre 2018.
En 2021 et 2022, il joue un des rôles principaux dans Monsieur Constant d'Alan Simon, qui sortira le 8 février 2023. Il partage l'affiche avec Jean-Claude Drouot, Danièle Évenou, Sacha Bourdo, Gabrielle Pélissier, Mikhail Zhigalov, Jean-Yves Lafesse, Jean-Jacques Chardeau...

#### Musiciens

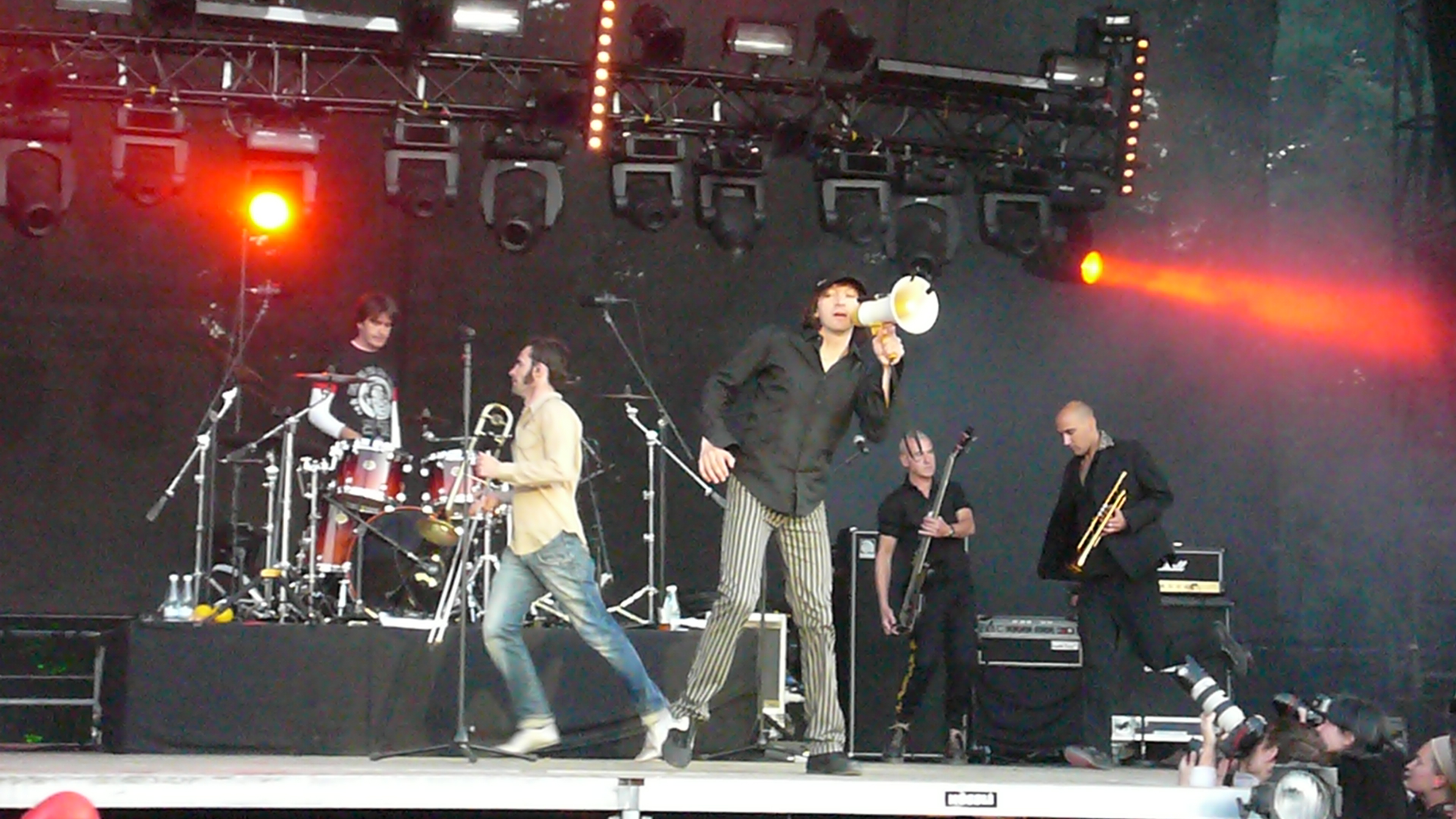
Cali en concert au Paléo, en 2008.

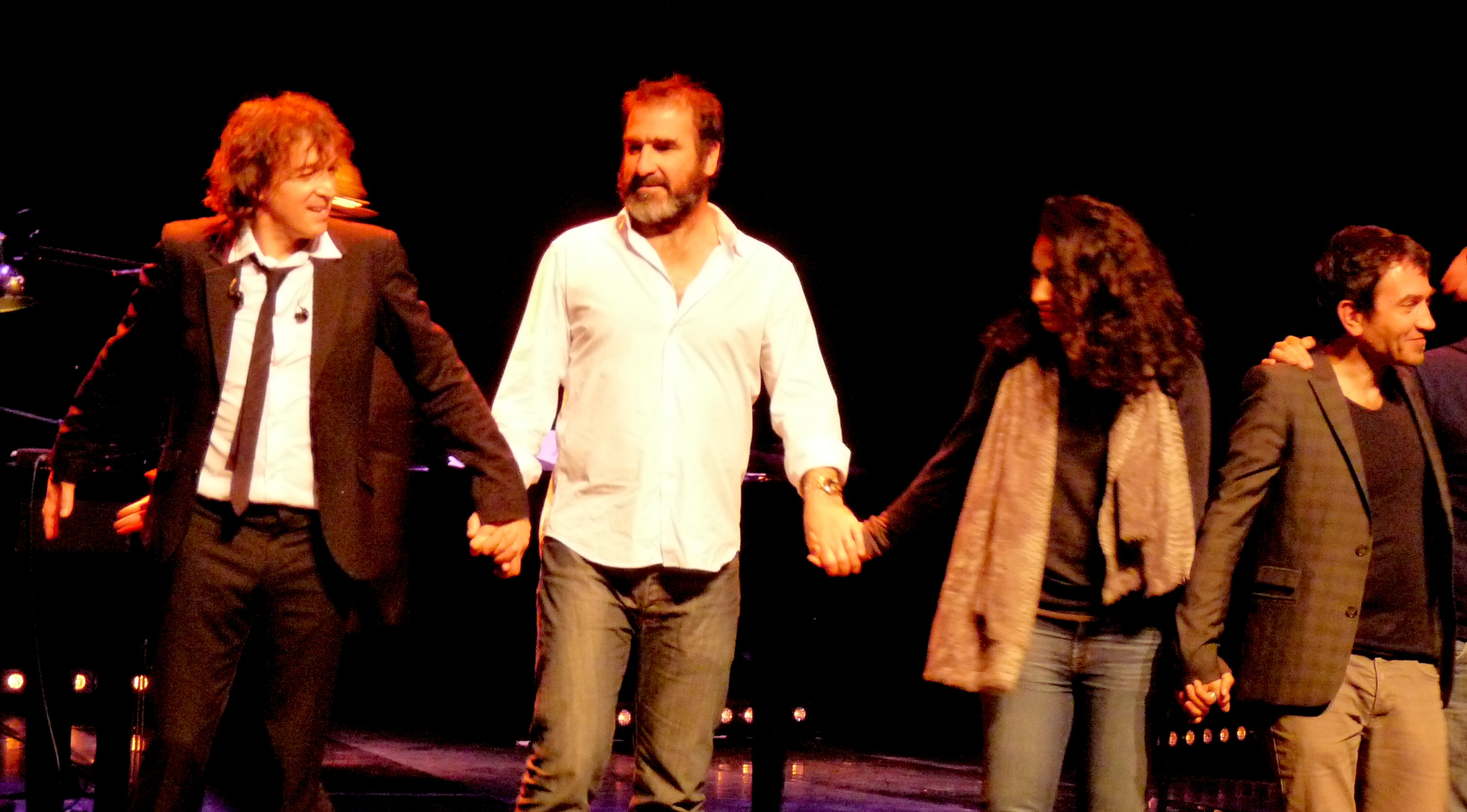
Concert de Cali en juin 2012 à Saint-Estève, avec Éric Cantona et Rachida Brakni.

- Hugo Baretge, Robert Johnson, Geoffrey Burton, François Poggio (guitare)
- Julien Lebart, Johan Dalgaard et Steve Nieve (piano)
- Daniel Roux (basse), Patrick Felices (basse, contrebasse), Henri Serra (basse), Alan Gevaert (basse), Alain Verderosa
- Benjamin Vairon, Richard Kolinka, Philippe Entressangle, Thierry Toune LeMillour (batterie)
- Blaise Margail (trombone, guitare)
- Nicolas Puisais (trompette, claviers)
- Aude Massat (alto)
- Steve Wickham (violon)
- Sarah Zeebroek (chœurs, guitare, basse)
- Boris Zeebroek (chœurs, claviers, synthétiseurs, guitare)

### Engagements

#### Associatif
Il participe à la création de l'association L'Amour parfait en 2004, qui est destinée à la collecte de fonds destinés à être redistribués à diverses associations locales ou nationales, et notamment à l'association Les Papas = Les Mamans.
En 2006, il est solidaire, avec Gérard Révérend, de la création de ladite association Les Papas = Les Mamans, organisme destiné à rapprocher les familles désunies, et aussi permettre aux pères ou aux mères d'obtenir plus de droits sur leurs enfants après un divorce.
Le 10 mars 2008, il accompagne cette association au ministère de la Justice, pour évoquer « les exclusions parentales lors des divorces et séparations. »
Depuis des années, Cali s'investit régulièrement dans plusieurs causes caritatives (tournée les Aventuriers d'un autre monde avec Bashung, Richard Kolinka, Raphael, Jean-Louis Aubert et Daniel Darc, concerts caritatifs divers avec The Hyènes) mais il le fait le plus souvent de façon très discrète et sans communication. Cali effectue chaque année, en moyenne, 10 à 20 concerts ou participations en soutien à des causes.
À compter de 2009, Cali est parrain de la fondation Abbé-Pierre en faveur des mal-logés, aux côtés de ses amis les frères Éric et Joël Cantona etc. Ils organisent ensemble chaque année le Rock'n'beach soccer dont les bénéfices sont totalement reversés à la fondation, ainsi que diverses manifestations ponctuelles (concert pour Emmaüs au Zénith de Paris avec Olivia Ruiz, Nuit des sans-logis à Bastille fin 2009 avec Tchéky Karyo, Benabar, Olivier Daguerre, etc).
Il participe également aux manifestations en faveur de la fondation de Yannick Noah, Les Enfants de la Terre, ainsi qu'à diverses actions au profit de nombreuses associations locales perpignanaises : Mucovie 66 (association de lutte contre la mucoviscidose), Adapei (Association départementale de parents et amis de personnes handicapées mentales).
En 2006 sort On aime, on aide, dans le cadre de l'action entreprise par la Fnac au profit de la lutte contre l'illettrisme. Ce maxi contient trois titres, une reprise de Guy Béart, L'Eau vive, et deux chansons enregistrées pour l'occasion, Douce Vie et Qu'est-ce qui ne va pas mon amour ?.
Le 6 avril 2020, il participe à la campagne numérique #EnsembleSurInternet de MALD agency, pour lutter contre toutes les discriminations et la haine sur Internet, pendant le premier confinement national de la Covid-19, avec les associations UEJF, Urgence Homophobie, STOP Homophobie, SOS Racisme, Cool Kids Féministes et seize autres personnalités,.
En juillet 2022, Cali devient le parrain du concert Essentiel pour l'Ukraine, organisé par l'association LMA (Landes Musiques Amplifiées) à Biscarrosse dans les Landes. Il participera avec de nombreux artistes à ce concert de soutien au peuple ukrainien, en présence de réfugiés ukrainiens accueillis à Biscarrosse.

#### Politique
En 1988, à bientôt vingt ans, il se présente avec trois proches aux élections municipales de Vernet-les-Bains sur la liste Jeunesse incorruptible puis en 1992 en candidature isolée (Ça va chier, avec un chien sur l'affiche), mais il n'est pas élu.
Sympathisant de gauche, tant par conviction que par tradition familiale, Cali a soutenu la candidature du Parti socialiste à l’élection présidentielle française de 2007 et a notamment participé au concert-meeting du 1er mai 2007 de Ségolène Royal au stade Charléty, ainsi qu'au soutien financier (par la participation à une compilation aux côtés d'autres artistes comme Lavilliers, Higelin, Renaud) du journal L'Humanité en 2009. Il était également présent au Rassemblement de la fraternité organisé par Ségolène Royal pour remercier ceux qui l'ont soutenue pendant sa campagne.
Le jeudi 24 janvier 2013, Brigitte Jalibert, maire de Vernet-les-Bains, lui remet la médaille de citoyen d'honneur.

#### Défense de l'environnement
En septembre 2018, à la suite de la démission de Nicolas Hulot, il signe la tribune contre le réchauffement climatique intitulée Le plus grand défi de l'histoire de l'humanité, qui parait en une du journal Le Monde, avec pour titre L'appel de 200 personnalités pour sauver la planète.

### Vie privée
Cali a quatre enfants, un garçon, Milo d’une première union, puis trois filles, d'une autre union, Coco, Poppée et Misha.

## Sélections et récompenses

### Sélections
- Victoires de la musique 2004 : groupe/artiste révélation de l'année
- Victoires de la musique 2005 : artiste/interprète masculin de l'année
- Victoires de la musique 2005 : spectacle musical/tournée/concert de l'année (Bataclan et La Cigale)
- Victoires de la musique 2005 : chanson originale de l'année (Pensons à l'avenir)
- Victoires de la musique 2006 : album pop-rock de l'année (Menteur)
- Victoires de la musique 2009 : album pop-rock de l'année (L'Espoir)

### Récompenses
- Prix Vincent-Scotto 2004 : C'est quand le bonheur ?
- Prix Constantin 2004 : L'Amour parfait

## Productions artistiques

### Discographie

#### DVD, albums live
- 2004 : Plein de vie, DVD enregistré le 26 mai 2004 au Bataclan
- 2006 : Le Bordel magnifique, live enregistré à Lille le 18 mai 2006, disque d'or (plus de 75 000 exemplaires vendus[réf. nécessaire])
- 2006 : La vie ne suffit pas, film musical enregistré sur plusieurs dates (Lille, Perpignan).
- 2008 : 1000 cœurs debout, DVD live enregistré à Nantes le 14 mai 2008
- 2009 : Le Bruit de ma vie, double CD live électrique + acoustique
- 2013 : La Vie cowboy, CD live tournée 2012 acoustique avec Steve Nieve + double CD live électrique de la tournée 2013 Vernet les Bains

## Classements dans les charts

### Classement dans les charts
| Année | Album                                                    | Meilleur classement  | Meilleur classement    | Meilleur classement  | Exemplaires vendus                                                                          | Certification en France |
| Année | Album                                                    | Drapeau de la France | Drapeau de la Belgique | Drapeau de la Suisse | Exemplaires vendus                                                                          | Certification en France |
| ----- | -------------------------------------------------------- | -------------------- | ---------------------- | -------------------- | ------------------------------------------------------------------------------------------- | ----------------------- |
| 2003  | L'Amour parfait                                          | -                    | -                      | -                    | 550 000 exemplaires                                                                         | Platine en 2005         |
| 2005  | Menteur                                                  | -                    | -                      | -                    | 330 000 exemplaires                                                                         | Or en 2005              |
| 2008  | L'Espoir                                                 | -                    | -                      | -                    | plus de 200 000 exemplaires vendus[réf. nécessaire] (certifié par le SNEP[réf. nécessaire]) | Or en 2008              |
| 2010  | Vous savez que je vous aime                              | -                    | -                      | -                    |                                                                                             |                         |
| 2010  | La vie est une truite arc-en-ciel qui nage dans mon cœur | -                    | -                      | -                    | 80 000 exemplaires                                                                          |                         |
| 2012  | Vernet-les-Bains                                         | -                    | -                      | -                    | 75 000 exemplaires                                                                          |                         |
| 2015  | L'Âge d'or                                               | -                    | -                      | -                    |                                                                                             |                         |
| 2016  | Les choses défendues                                     | -                    | -                      | -                    |                                                                                             |                         |
| 2020  | Cavale                                                   | -                    | -                      | -                    |                                                                                             |                         |

## Filmographie
- 2008 : Magique, de Philippe Muyl : Baptiste
- 2009 : J'ai oublié de te dire..., de Laurent Vinas-Raymond : lui-même
- 2009 : Joyeux Noël, Noël, court métrage de Xavier Franchomme : Peyre Noël
- 2015 : Ma vie selon Freud ?[31] de Clémentine & Thomas Basty : Stéphane
- 2019 : Myster Mocky présente, épisode Entre deux femmes de Jean-Pierre Mocky
- 2023 : Monsieur Constant d'Alan Simon : Sergio Lucas, avec Jean-Claude Drouot

## Théâtre
- 2014 : Cowboy Mouth (avec la comédienne Marie Barraud) de Sam Shepard et Patti Smith, mise en scène Nicolas Tarrin, théâtre de la Gaîté-Montparnasse

## Autres prestations artistiques

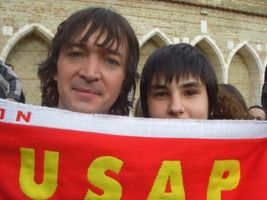
Cali et un fan, pendant le tournage du clip de 1000 cœurs debout.

En 2005, il reprend La Rua Madureira sur On dirait Nino, album hommage à Nino Ferrer. En 2006, il reprend Lonesome Zorro sur Putain, putain une tribu pour Arno, album hommage à Arno.
Cali a participé au générique du film Fauteuils d'orchestre (2006) de Danièle Thompson, en reprenant une chanson de Gilbert Bécaud, Je reviens te chercher.
Le 22 mars 2008, il tourne le clip de 1000 cœurs debout à Perpignan, invitant de nombreux fans à y participer.
Cette même année, il chante en duo Le néon avec Salvatore Adamo sur l'album Le Bal des gens bien.
Le chanteur tient le rôle principal dans un film musical Magique réalisé par Philippe Muyl (sortie en salle en octobre 2008), dont il a composé la musique. Il y côtoie Marie Gillain, Antoine Duléry et Louis Dussol. Ce film aura un succès commercial restreint.
Il tient également le rôle de Noël dans le court métrage du réalisateur Xavier Franchomme (Joyeux Noël, Noël !), tourné avec Joël Cantona.
Cali chante également et apparaît dans une scène du film de Laurent Vinas-Raymond, J'ai oublié de te dire... dans lequel les acteurs principaux sont Omar Sharif et Émilie Dequenne.
Cali effectue un duo avec le groupe Weepers Circus dans un titre (Ailleurs) contenu dans le neuvième album du groupe, un livre-disque intitulé N'importe où, hors du monde (parution le 10 octobre 2011).
Cali s'est produit en août 2015 au festival des Musiques dels Monts à Villelongue-dels-Monts (Pyrénées-Orientales), pour y interpréter l'album de Serge Gainsbourg Melody Nelson, en intégralité, accompagné de l'orchestre symphonique du festival.
En juillet 2016, Cali se produit en concert à Agen. C'est un concert caritatif au profit du Théâtre École d'Aquitaine (ou Théâtre du Jour, dirigé par Pierre Debauche), sur scène il est accompagné par les élèves qui chantent avec lui les chœurs sur ses chansons, certains d'entre eux ont pu également chanter en duo ou trio avec Cali.